# Noiseau
Noiseau es una comuna y población de Francia, en la región de Isla de Francia, departamento de Valle del Marne, en el distrito de Nogent-sur-Marne y cantón de Ormesson-sur-Marne.
Su población municipal en 2007 era de 4 375 habitantes.
Está integrada en la Communauté d'agglomération du Haut Val-de-Marne.

## Demografía
| 144 | 162 | 167 | 142 | 140 | 132 | 152 | 140 | 166 | 170 | 163 | 134 | 160 | 150 | 148 | 110 | 133 | 121 | 138 | 133 | 125 | 226 | 368 | 458 | 495 | 799 | 1 096 | 1 175 | 1 809 | 2 667 | 2 831 | 3 971 | 4 375 |
| Para los censos de 1962 a 1999 la población legal corresponde a la población sin duplicidades (Fuente: INSEE [Consultar]) |     |     |     |     |     |     |     |     |     |     |     |     |     |     |     |     |     |     |     |     |     |     |     |     |     |       |       |       |       |       |       |       |